# Yungassparvuggla
Yungassparvuggla (Glaucidium bolivianum) är en fågel i familjen ugglor inom ordningen ugglefåglar.

## Utbredning och systematik
Fågeln förekommer på Andernas östra sluttningar från norra Peru (söder och öster om Marañóndalen) söderut genom Bolivia till nordvästra Argentina (i syd till Tucumán). Den behandlas som monotypisk, det vill säga att den inte delas in i några underarter.

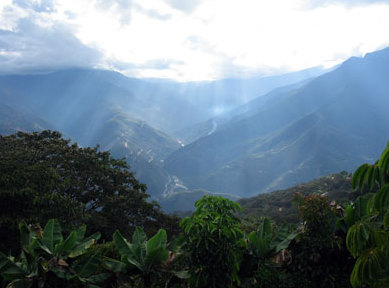
Fågeln är endemisk för växtzonen Yungas på Andernas östsluttning.

## Status och hot
Arten har ett stort utbredningsområde, men tros minska i antal, dock inte tillräckligt kraftigt för att den ska betraktas som hotad. Internationella naturvårdsunionen IUCN listar arten som livskraftig (LC).